# Широкохвостые лори
Широкохвостые лори (лат. Lorius) — род отряда попугаеобразных.

## Внешний вид
Длина тела у этих попугаев 26—30 см.

## Распространение
Обитают на Молуккских и Соломоновых островах, а также более мелких островах этого региона.

## Образ жизни
Населяют тропические леса равнин и предгорий, встречаются на кокосовых плантациях. Питаются нектаром, фруктами, ягодами, мелкими насекомыми.

## Размножение
Гнёзда устраивают в дуплах деревьев, высоко над землёй. В кладке 2 яйца. Срок инкубации от 24 до 30 дней. Молодые покидают гнездо через 70—80 дней.

## Классификация
Род включает в себя 6 видов.
- Белошейный широкохвостый лори (Lorius albidinucha)
- Зеленохвостый широкохвостый лори (Lorius chlorocercus)
- Пурпурношапочный широкохвостый лори (Lorius domicella)
- Желтоспинный широкохвостый лори (Lorius garrulus)
- Пурпурнобрюхий широкохвостый лори (Lorius hypoinochrous)
- Дамский широкохвостый лори (Lorius lory)